# Michałów Dolny
Michałów Dolny – wieś sołecka w Polsce położona w województwie mazowieckim, w powiecie grójeckim, w gminie Warka.
Wieś jest wymieniana w dokumentach z 1576 r. jako wieś szlachecka Michałowo Minor. Leżała w powiecie wareckim w ziemi czerskiej i należała do parafii we Wrociszewie.
Współcześnie we wsi działa OSP
W latach 1975–1998 miejscowość administracyjnie należała do województwa radomskiego.